# Морган (округ, Колорадо)
Мо́рган (англ. Morgan County) — округ в США, штате Колорадо. Официально образован в 1889 году. По состоянию на 2010 год, численность населения составляла 28 159 человек. Получил своё наименование в честь Кристофера Моргана.

## География
По данным Бюро переписи США, общая площадь округа равняется 3 350 км², из которых 3 300 км² суша и 34 км² или 1,00 % это водоёмы.

## Население
По данным переписи населения 2000 года в округе проживает 27 171 жителей в составе 9 539 домашних хозяйств и 6 973 семей. Плотность населения составляет 8,00 человек на км2. На территории округа насчитывается 10 410 жилых строений, при плотности застройки около 3,00-х строений на км2. Расовый состав населения: белые — 79,65 %, афроамериканцы — 0,33 %, коренные американцы (индейцы) — 0,81 %, азиаты — 0,17 %, гавайцы — 0,17 %, представители других рас — 16,37 %, представители двух или более рас — 2,48 %. Испаноязычные составляли 31,18 % населения независимо от расы.
В составе 37,90 % из общего числа домашних хозяйств проживают дети в возрасте до 18 лет, 59,70 % домашних хозяйств представляют собой супружеские пары проживающие вместе, 9,00 % домашних хозяйств представляют собой одиноких женщин без супруга, 26,90 % домашних хозяйств не имеют отношения к семьям, 23,00 % домашних хозяйств состоят из одного человека, 10,90 % домашних хозяйств состоят из престарелых (65 лет и старше), проживающих в одиночестве. Средний размер домашнего хозяйства составляет 2,80 человека, и средний размер семьи 3,29 человека.
Возрастной состав округа: 30,40 % моложе 18 лет, 8,50 % от 18 до 24, 28,20 % от 25 до 44, 19,80 % от 45 до 64 и 19,80 % от 65 и старше. Средний возраст жителя округа 34 лет. На каждые 100 женщин приходится 100,40 мужчин. На каждые 100 женщин старше 18 лет приходится 98,30 мужчин.
Средний доход на домохозяйство в округе составлял 34 568 USD, на семью — 39 102 USD. Среднестатистический заработок мужчины был 27 361 USD против 21 524 USD для женщины. Доход на душу населения составлял 15 492 USD. Около 8,50 % семей и 12,40 % общего населения находились ниже черты бедности, в том числе — 15,30 % молодёжи (тех, кому ещё не исполнилось 18 лет) и 9,50 % тех, кому было уже больше 65 лет.